# Terpandrus tauwa
Terpandrus tauwa är en insektsart som beskrevs av Rentz, D.C.F. 2001. Terpandrus tauwa ingår i släktet Terpandrus och familjen vårtbitare. Inga underarter finns listade i Catalogue of Life.